# Ourea
În mitologia greacă, Ourea (greacă veche: Oὔρεα "munți", plural de Oὖρος) erau descendenți ai Gaiei, membri ai zeităților primordiale grecești, care au fost primii zei și zeițe elementare. Conform Hesiod:
Iar Gaia a adus dealuri lungi, bântuie grațioase
a zeilor Nimfe care locuiesc printre înălțimile dealurilor.
Cele zece ourea, Aitna, Athos, Helikon, Kithairon, Nysos, Olympus I, Olympus II (Muntele Uludağ) Oreios, Parnes și Tmolus, la fel ca Uranus și Pontus, au fost urmași partenogenetici a zeiței Gaia.
Grecii personificau rar un munte individual; o excepție ar putea fi Tmolus, atât un rege, cât și un munte în Lydia. Se spune că fiecare munte are propria nimfă locală, o mureșă.
Sanctuarele de vârf, o caracteristică a civilizației minoice din Creta, sunt identificate și în unele site-uri arhaice din Grecia continentală. Nu se crede că sunt dedicate muntelui în sine.